# Salahdine Parnasse
Salahdine Parnasse (ur. 4 grudnia 1997 w Aubervilliers) – francuski zawodnik mieszanych sztuk walki (MMA). Podwójny mistrz organizacji KSW w wadze piórkowej oraz lekkiej.

## Życiorys
Urodził się w Aubervilliers we Francji, jego rodzice są pochodzenia gwadelupskiego ze strony ojca i marokańskiego od strony matki. Od 11 roku życia trenuje MMA w klubie Atch Académy.

## Kariera MMA

### Wczesna kariera
W MMA zadebiutował w 2015 roku. W trzech pierwszych walkach wygrywał przez poddania. Do 2017 roku toczył pojedynki głównie we Francji, Chinach oraz raz w Belgii.
31 października 2015 oraz 17 marca 2017 zwyciężył turnieje francuskiej organizacji 100% Fight w wadze piórkowej.
Przed podpisaniem kontraktu z KSW zgromadził bilans 9 zwycięstw i 1 remisu.

### KSW
Od 2017 roku zawodnik Konfrontacją Sztuk Walki. W debiucie dla organizacji zawalczył na KSW 41 z Łukaszem Rajewskim. Francuz został ogłoszony zwycięzcą poprzez większościową decyzję sędziów.
Kolejny pojedynek stoczył 14 kwietnia 2018 podczas KSW 43. Jego rywalem został Artur Sowiński. Po 3-rundowym boju po raz kolejny ręka Parnasse’a została uniesiona do góry.
1 grudnia 2018 podczas KSW 46 stanął do walki z byłym mistrzem KSW w wadze piórkowej Marcinem Wrzoskiem. Ponownie wygrał Francuz. Po pewnym czasie publiczność zaczęła go porównywać do Kyliana Mbappé i nadała mu przydomek „Kylian Mbappe francuskiego MMA”.

#### Mistrz wagi piórkowej
27 kwietnia 2019 podczas KSW 48 otrzymał walkę o mistrzowski pas KSW w wadze piórkowej. Jego rywalem o trofeum został Roman Szymański. Francuz po raz pierwszy w KSW zakończył walkę przed czasem nokautując Polaka w 2. rundzie. Tym samym Parnasse zasiadł na tronie dywizji do 66 kg. 

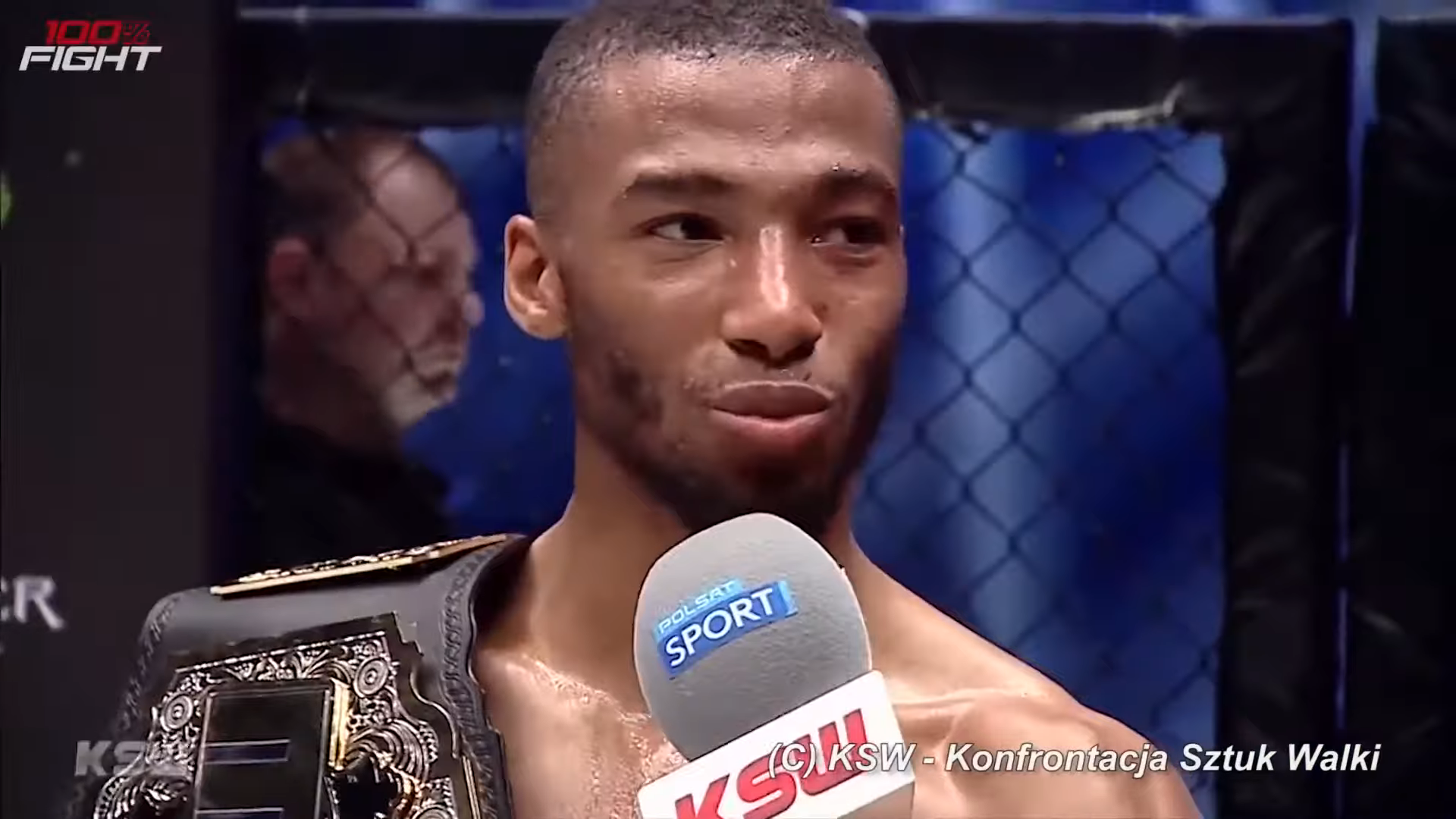
Parnasse z pasem KSW udzielający wywiadu

Do pierwszej obrony pasa tymczasowego przystąpił 7 grudnia 2019 na KSW 52. Pretendentem do tytułu został były mistrz Cage Warriors i M1-Global, Ivan Buchinger. Przewalczywszy pełny dystans 5 rund, Francuz pokonał Słowaka poprzez jednogłośną decyzję sędziów, tym samym zachowując mistrzowski tytuł. Wygrana zapewniła mu pierwszy bonus w kategorii występ wieczoru.
30 stycznia 2021 na gali KSW 58 przegrał po raz pierwszy w swojej zawodowej karierze, z Danielem Torresem. Brazylijczyk trafił Francuza ciosem z przedramienia w głowę, po którym sędzia ringowy przerwał pojedynek. Parnasse tym samym stracił swój mistrzowski tytuł.
5 czerwca 2021 podczas KSW 61 skrzyżował rękawice ze znanym ze spektakularnych nokautów Chorwatem – Filipem Pejiciem. Walkę w drugiej rundzie zwyciężył Francuz, poddając rywala duszeniem zza pleców. Po walce otrzymał bonus za poddanie wieczoru.
18 grudnia 2021 na KSW 65 zrewanżował się w Danielowi Torresowi, wygrywając z nim na pełnym dystansie pięcio-rundowym i tym samym odbierając mu pas mistrzowski w wadze piórkowej.
19 marca 2022 w walce wieczoru gali KSW 68 w Radomiu obronił pas mistrzowski KSW w wadze piórkowej, poddając duszeniem zza pleców w czwartej rundzie byłego mistrza FEN oraz Babilon MMA, Daniela Rutkowskiego. Parę dni później otrzymał kolejny bonus za poddanie wieczoru.

#### Mistrz dwóch dywizji
W walce wieczoru gali KSW 76, która odbyła się 12 listopada 2022 roku w Grodzisku Mazowieckim miał zmierzyć się z panującym od niespełna dwóch lat mistrzem wagi lekkiej, Marianem Ziółkowskim o pas międzynarodowego mistrza tej kategorii. 14 października, w dniu, w którym odbywała się gala KSW 75 ogłoszono, że Ziółkowski wypadł z walki z powodu kontuzji kolana oraz zakażenia bakteryjnego. Nowym rywalem Parnasse’a został były pretendent złota wagi lekkiej, Sebastian Rajewski. Stawką pojedynku był pas międzynarodowego mistrza wagi lekkiej. W czwartej rundzie Parnasse zapiął technikę kończącą i zmusił Rajewskiego do odklepania, stając się tymczasowym mistrzem wagi lekkiej.
Oczekiwano, że w następnej walce, którą miał stoczyć 3 czerwca 2023 podczas gali XTB KSW 83: Colosseum 2 na Stadionie Narodowym, zawalczy o pełnoprawny pas mistrza w konfrontacji z Marianem Ziółkowskim. Ostatecznie tuż przed walką poinformowano o poważnej kontuzji Ziółkowskiego, której doznał na rozgrzewce. W związku z zaistniałą sytuacją odwołano ten pojedynek, a Polak podjął decyzję o zwakowaniu tytułu. 5 czerwca 2023 KSW mianowało Parnasse’a pełnoprawnym mistrzem w wadze lekkiej, dzięki czemu ten stał się podwójnym mistrzem KSW w dwóch kategoriach wagowych.
19 sierpnia 2023 w walce wieczoru gali XTB KSW 85: Parnasse vs. Ruchała zmierzył się z niepokonanym przed tą walką Robertem Ruchałą. Pojedynek obu zawodników był starciem mistrza z tymczasowym mistrzem i doszło zatem do unifikacji pasów mistrzowskich kategorii piórkowej. Parnasse zwyciężył przez nokaut w czwartej rundzie, po tym jak trafił rywala mocnym kopnięciem na wątrobę. Trzy dni po tej gali został dodatkowo nagrodzony przez KSW bonusem finansowym, jednak tym razem po raz pierwszy w kategorii nokaut wieczoru.
Podczas gali XTB KSW 89, które odbyło się 16 grudnia 2023 jako pierwszy zawodnik w historii organizacji stanął przed szansą zdobycia trzeciego pasa mistrzowskiego KSW. W Arenie Gliwice zawalczył z niepokonanym Adrianem Bartosińskim o jego mistrzostwo w wadze półśredniej. Po pełnym pięciorundowym dystansie przegrał jednogłośną decyzją sędziów.
Następną walkę stoczył 6 kwietnia 2024 na gali KSW 93 w Adidas Arenie w Paryżu. Jego przeciwnikiem był Mołdawianin, Valeriu Mircea. Na minutę przed końcem pierwszej rundy trafił rywala wysokim kopnięciem, po czym zadał kilka ciosów, którymi zakończył walkę. Francusko-mołdawski pojedynek był starciem mistrza z tymczasowym mistrzem, doszło zatem do unifikacji pasów mistrzowskich KSW w dywizji lekkiej. Po walce został nagrodzony drugim bonusem za najlepszy nokaut wieczoru.
7 czerwca 2024 podczas gali KSW 95 w Olsztynie ogłoszono, że przedłużył kontrakt z Konfrontacją Sztuk Walki.
20 grudnia tego samego roku na gali XTB KSW 101: Le Classique w Paris La Défense Arena przystąpił do drugiej obrony pasa wagi lekkiej, mierząc się ze swoim rodakiem, Wilsonem Varelą. Zwyciężył przez techniczny nokaut w drugiej rundzie.
W styczniu 2025 roku, zapowiedział, że swoją kolejną walkę stoczy 10 maja na kolejnej gali KSW we Francji. W walce wieczoru gali XTB KSW 106 w Lyonie, przystąpił do trzeciej obrony tytułu dywizji lekkiej, gdzie jego rywalem był wchodzący w zastępstwie za kontuzjowanego Marcina Helda, Marian Ziółkowski. „The Lion of Atlas” ponownie zwyciężył w drugiej rundzie przez techniczny nokaut. Przerwanie walki przez sędziego dla wielu mediów oraz dziennikarzy okazało się kontrowersyjne oraz zbyt szybkie.

## Życie prywatne
Ma żonę Anisse Anouar. W lipcu 2023 na francuskim Instagramie Netflixa pojawiła się informacja, że zagra w serialu dotyczącym mieszanych sztuk walki „La Cage”.

## Osiągnięcia

### Mieszane sztuki walki
100%Fight
- 2015: Zwycięzca turnieju 100% Fight w wadze piórkowej[53]
- 2017: Zwycięzca turnieju 100% Fight w wadze piórkowej[54]

KSW
- 2019: Tymczasowy międzynarodowy mistrz KSW w wadze piórkowej[16]
- 2021: Międzynarodowy mistrz KSW w wadze piórkowej[20]
- 2021: Międzynarodowy mistrz KSW w wadze piórkowej[24]
- 2022-2023: Tymczasowy międzynarodowy mistrz KSW w wadze lekkiej[55]
- 2023: Międzynarodowy mistrz KSW w wadze lekkiej[2]

## Lista walk w MMA

### Zawodowe
| Wynik     | Bilans | Przeciwnik (bilans przed walką)  | Rozstrzygnięcie                                   | Runda | Czas | Rozgrywki                            | Data       | Miejsce             | Uwagi |
| --------- | ------ | -------------------------------- | ------------------------------------------------- | ----- | ---- | ------------------------------------ | ---------- | ------------------- | --- |
| Wygrana   | 21-2   | Marian Ziółkowski (25-9-1. 1 NC) | TKO (ciosy pięściami w parterze)                  | 2     | 3:54 | XTB KSW 106: Parnasse vs. Ziółkowski | 10.05.2025 | Lyon                | Obronił pas mistrzowski KSW w wadze lekkiej. Main Event |
| Wygrana   | 20-2   | Wilson Varela (12-5)             | TKO (ciosy pięściami w parterze)                  | 2     | 1:00 | XTB KSW 101: Le Classique            | 20.12.2024 | Nanterre            | Obronił pas mistrzowski KSW w wadze lekkiej. Main Event |
| Wygrana   | 19-2   | Valeriu Mircea (30-8-1)          | KO (wysokie kopnięcie na głowę i ciosy pięściami) | 1     | 4:00 | XTB KSW 93: Parnasse vs. Mircea      | 06.04.2024 | Paryż               | Obronił i zunifikował pas mistrzowski KSW w wadze lekkiej. Bonus za nokaut wieczoru. Main Event |
| Przegrana | 18-2   | Adrian Bartosiński (14-0)        | Decyzja (jednogłośna)                             | 5     | 5:00 | XTB KSW 89: Bartosiński vs. Parnasse | 16.12.2023 | Gliwice             | Pojedynek o pas mistrzowski KSW w wadze półśredniej. Main Event |
| Wygrana   | 18-1   | Robert Ruchała (9-0)             | KO (kopnięcie na wątrobę)                         | 4     | 4:42 | XTB KSW 85: Parnasse vs. Ruchała     | 19.08.2023 | Nowy Sącz           | Obronił i zunifikował pas mistrzowski KSW w wadze piórkowej. Bonus za nokaut wieczoru. Main Event                                                                                                  |
| Wygrana   | 17-1   | Sebastian Rajewski (12-7)        | Poddanie (duszenie zza pleców)                    | 4     | 2:21 | KSW 76: Parnasse vs. Rajewski        | 12.11.2022 | Grodzisk Mazowiecki | Zdobył tymczasowy pas międzynarodowego mistrza KSW w wadze lekkiej. Main Event |
| Wygrana   | 16-1   | Daniel Rutkowski (13-2 1.NC)     | Poddanie (duszenie zza pleców)                    | 4     | 1:07 | KSW 68: Parnasse vs. Rutkowski       | 19.03.2022 | Radom               | Obronił międzynarodowy pas mistrzowski KSW w wadze piórkowej. Bonus za poddanie wieczoru. Main Event                                                                                               |
| Wygrana   | 15-1   | Daniel Torres (12-4)             | Decyzja (jednogłośna)                             | 5     | 5:00 | KSW 65: Khalidov vs. Soldić          | 18.12.2021 | Gliwice             | Zdobył międzynarodowy pas mistrzowski KSW w wadze piórkowej. Co-Main Event |
| Wygrana   | 14-1   | Filip Pejić (15-4-2)             | Poddanie (duszenie zza pleców)                    | 2     | 4:14 | KSW 61: To Fight or Not To Fight     | 05.06.2021 | Gdańsk/Sopot        | Eliminator do międzynarodowego pasa mistrzowskiego KSW w wadze piórkowej. Bonus za poddanie wieczoru. Co-Main Event                                                                                |
| Przegrana | 13-1   | Daniel Torres (11-4)             | KO (cios przedramieniem)                          | 1     | 1:49 | KSW 58: Parnasse vs. Torres          | 30.01.2021 | Łódź                | Pełnoprawny mistrz wagi piórkowej KSW – Mateusz Gamrot zrezygnował z tytułu, w związku z tym Parnasse przejął ten status. Stracił międzynarodowy pas mistrzowski KSW w wadze piórkowej. Main Event |
| Wygrana   | 13-0   | Ivan Buchinger (37-6)            | Decyzja (jednogłośna)                             | 5     | 5:00 | KSW 52: Race                         | 07.12.2019 | Gliwice             | Obronił tymczasowy międzynarodowy pas mistrzowski KSW w wadze piórkowej. Bonus za występ wieczoru                                                                                                  |
| Wygrana   | 12-0   | Roman Szymański (11-4)           | TKO (ciosy pięściami w parterze)                  | 2     | 3:40 | KSW 48: Szymański vs. Parnasse       | 27.04.2019 | Lublin              | Zdobył tymczasowy międzynarodowy pas mistrzowski KSW w wadze piórkowej. Main Event |
| Wygrana   | 11-0   | Marcin Wrzosek (13-4)            | Decyzja (jednogłośna)                             | 3     | 5:00 | KSW 46: Narkun vs. Khalidov 2        | 01.12.2018 | Gliwice             | |
| Wygrana   | 10-0   | Artur Sowiński (18-9)            | Decyzja (jednogłośna)                             | 3     | 5:00 | KSW 43: Soldić vs. du Plessis        | 14.04.2018 | Wrocław             | |
| Wygrana   | 9-0    | Łukasz Rajewski (7-2)            | Decyzja (większościowa)                           | 3     | 5:00 | KSW 41: Mańkowski vs. Soldić         | 23.12.2017 | Katowice            | Debiut w KSW. |
| Wygrana   | 8-0    | Hyram Rodriguez (16-22)          | Poddanie (duszenie)                               | 1     | ?    | European Beatdown 2                  | 14.10.2017 | Mons                | |
| Wygrana   | 7-0    | Morgan Charriere (9-4)           | Decyzja (jednogłośna)                             | 3     | 5:00 | 100% Fight 29: Killer Instinct       | 17.03.2017 | Paryż               | Wygrał finał turnieju 100% Fight w wadze piórkowej. Main Event |
| Wygrana   | 6-0    | Suleiman Bouhata (14-8)          | Decyzja (jednogłośna)                             | 3     | 5:00 | 100% Fight 29: Killer Instinct       | 17.03.2017 | Paryż               | Półfinał turnieju 100% Fight w wadze piórkowej. |
| Wygrana   | 5-0    | Jose Luis Verdugo (11-3)         | TKO (ciosy pięściami)                             | 3     | 4:50 | Kung Fu World Cup 2017: Day 2        | 25.01.2017 | Hunan               | |
| Wygrana   | 4-0    | William Gomis (0-0)              | Decyzja (jednogłośna)                             | 3     | 5:00 | 100% Fight 27                        | 04.02.2016 | Paryż               | |
| Wygrana   | 3-0    | Mathieu Guinard (0-1)            | Poddanie (duszenie zza pleców)                    | 2     | 2:06 | 100% Fight: Contenders 30            | 31.10.2015 | Paryż               | Wygrał finał turnieju 100% Fight w wadze piórkowej. |
| Wygrana   | 2-0    | Helder Fernandes (0-0)           | Poddanie (duszenie zza pleców)                    | 1     | 1:36 | 100% Fight: Contenders 30            | 31.10.2015 | Paryż               | Półfinał turnieju 100% Fight w wadze piórkowej. |
| Wygrana   | 1-0    | Jordan Berger (0-0)              | Poddanie (duszenie trójkątne rękoma)              | 2     | 1:44 | 100% Fight: Contenders 29            | 20.06.2015 | Aubervilliers       | Debiut w wadze piórkowej. |

### Wystawowe
| Wynik   | Bilans | Przeciwnik (bilans przed walką) | Rozstrzygnięcie       | Runda | Czas | Rozgrywki                                            | Data       | Miejsce   | Uwagi |
| ------- | ------ | ------------------------------- | --------------------- | ----- | ---- | ---------------------------------------------------- | ---------- | --------- | ----- |
| Wygrana | 1-0-1  | Li Ge Teng (11-6-1)             | Decyzja (jednogłośna) | 4     | 3:00 | WKFCMC – Elite Series 2: Europe vs. China            | 19.11.2016 | Szantung  |       |
| Remis   | 0-0-1  | Li Ge Teng (8-5)                | Remis                 | 2     | 3:00 | WKFCMC – The King of Fighting 2016: France vs. China | 25.06.2016 | Guangdong |       |

### Amatorskie
| Wynik   | Bilans | Przeciwnik (bilans przed walką) | Rozstrzygnięcie                 | Runda | Czas | Rozgrywki                     | Data       | Miejsce | Uwagi                    |
| ------- | ------ | ------------------------------- | ------------------------------- | ----- | ---- | ----------------------------- | ---------- | ------- | ------------------------ |
| Wygrana | 2-0    | Antonin Hardy (0-0)             | TKO (ciosy pięściami)           | 2     | 0:16 | 100% Fight 24 – Punishment    | 31.01.2015 | Paryż   |                          |
| Wygrana | 1-0    | Amar Akir (2-1)                 | TKO (przerwanie przez narożnik) | 2     | 2:14 | 100% Fight 23 – Into the Cage | 19.07.2014 | Manage  | Debiut w wadze piórkowej |